# Йохан Филип фон Грайфенклау цу Фолрадс
Йохан Филип фон Грайфенклау цу Фолрадс (на немски: Johann Philipp Freiherr von Greiffenclau und Vollraths; * 13 февруари 1652, Аморбах, Долна Франкония; † 3 август 1719, Вюрцбург) е фрайхер на Грайфенклау цу Фолрадс и княжески епископ на Вюрцбург (1699 – 1719).

## Биография
Той е син на фрайхер Георг Филип фон Грайфенклау цу Фолрадс (* 20 август 1620; † 6 юли 1689), оберамтман на Курфюрство Майнц в Кьонигщайн им Таунус, и първата му съпруга Розина фон Оберщайн (* 1623; † 20 май 1658). Баща му се жени втори път на 19 ноември 1659 г. за Анна Маргарета фон Бузек († 8 декември 1696).
Внук е на Хайнрих Грайфенклау фон Фолрадс (1577 – 1638), губернатор на Фалай на Рейн, и Анна Мария цу Елтц (1575 – 1640). Брат е на фрайхер Йохан Ервайн фон Грайфенклау цу Фолрадс (1663 – 1727) и фрайхер Франц Фридрих фон Грайфенклау и Фолрадс (1666 – 1729, Бамберг). Племенник е на Георг Фридрих фон Грайфенклау цу Фолрадс, княжески епископ на Вормс (1616 – 1629), курфюрст-архиепископ на Курфюрство Майнц (1626 – 1629) и ерцканцлер на Свещената Римска империя. Първи братовчед е на Лотар Франц фон Шьонборн, княжески епископ на Бамберг (1693 – 1729), курфюрст и архиепископ на Майнц (1695 – 1729).
Фамилията Грайфенклау е една от най-старите фамилии в Европа, служи като „министериали“ при Карл Велики. Фамилията е прочута с нейните лозя и правене на вино. От 1320 до 1997 г. дворецът Фолрадс е главната резиденция на фамилията.
Йохан Филип фон Грайфенклау цу Фолрадс става през 1666 г. каноник (Domizellar) във Вюрцбург и е помазан през 1676 г. като субдякон. От 1684 г. е член на катедралния капител Вюрцбург и от 1686 г. е също катедрален кантор. През 1687 г. е ръкоположен за свещеник, а през 1695 г. е номиниран за катедрален дехант в Майнц.
На 9 февруари 1699 г. катедралният капител Вюрцбург го избира за епископ на Вюрцбург, против кандидата, подпомаган от Виена, Лотар Франц фон Шьонборн, архиепископ на Майнц. Папа Инокентий XII го признава на 1 юни същата година и Йохан Филип е помазан за епископ на 5 юни 1699 г. в катедралата на Вюрцбург.
Йохан Филип фон Грайфенклау цу Фолрадс развива голяма строителна дейност.

## Галерия
- Герб на епископ Йохан Филип фон Грайфенклау цу Фолрадс на Ноймюнстер, Вюрцбург
- Западната фасада на Ноймюнстер, Вюрцбург с името на княжеския епископ: JOANNES PHILIPPUS EPISCOPUS